# Zaragozafördraget

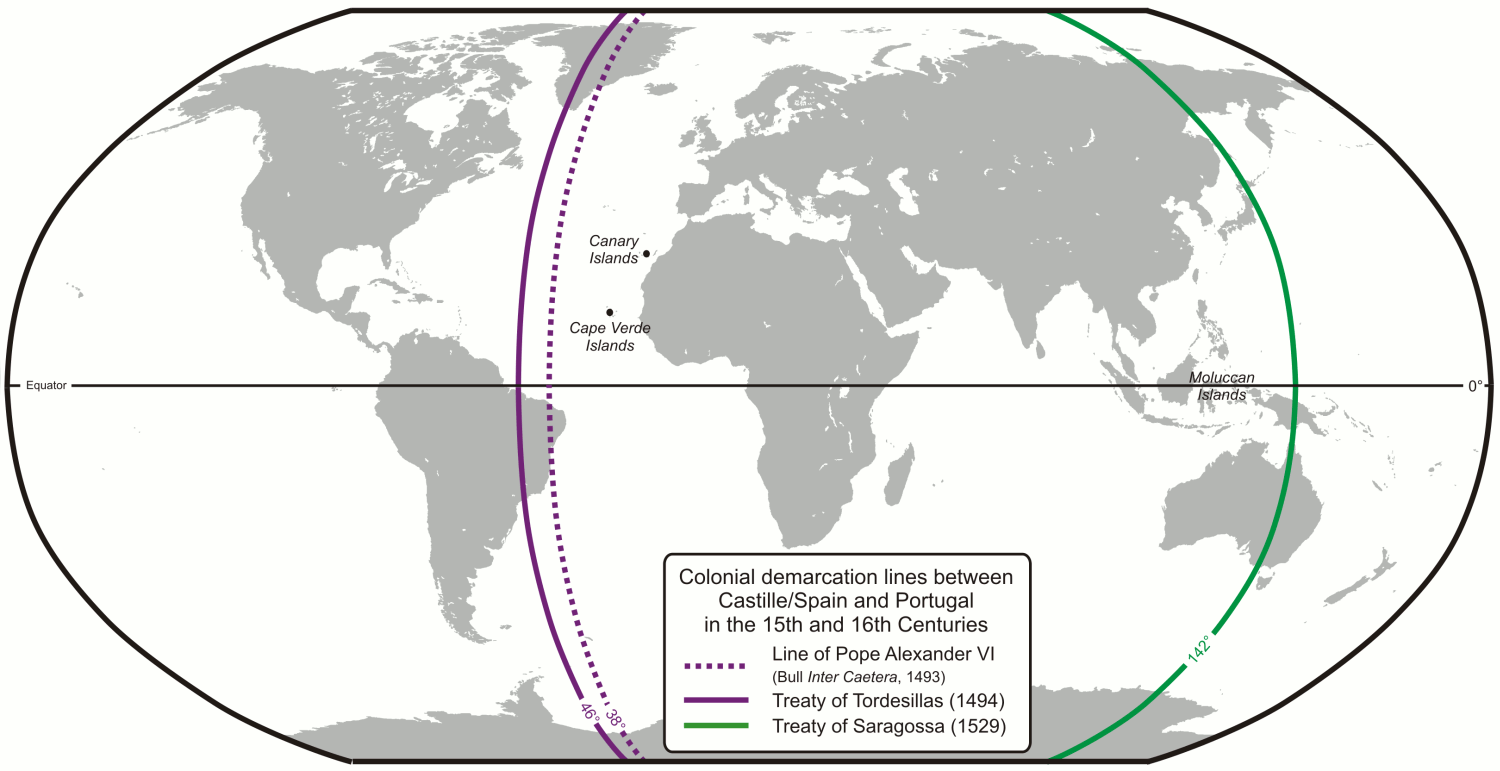
Uppdelningen i Zaragozafördraget

 Zaragozafördraget (spanska Tratado de Zaragoza, portugisiska Tratado de Saragoça) var ett avtal som slöts 1529 mellan Spanien och Portugal, där gränsen mellan ländernas utomeuropeiska besittningar i Stilla havet bestämdes.

## Fördraget
Fördraget var en omförhandling av Tordesillasfördraget som då inte omfattade detta område. Den tidigare bestämda demarkationslinjen förlängdes nu runt hela jorden.
Fördraget innebar en uppdelning av de nyupptäckta områden i Stilla havet mellan Portugal och Spanien. Gränsen mellan ländernas utomeuropeiska besittningar bestämdes till en linje 297,5 leguas (1487 km) öster om Kryddöarna där det som låg väster om denna linje skulle tillhöra Portugal och det som låg öster därom plus de nyupptäckta Filippinerna skulle tillhöra Spanien.
Detta innebar att striden över Moluckerna, som 1521 upptäcktes av Portugal och även Spanien gjorde anspråk på, löstes genom att den tidigare gränslinjen flyttades. Spanien avstod sina krav på Moluckerna och fick i gengäld herraväldet över Filippinerna.

## Historia
Förhandlingarna i Zaragozafördraget avslutades den 22 april 1529 i den spanska staden Zaragoza. Fördraget ratificerades den 23 april av Carlos I av Spanien och den 20 juni 1530 av Johan III av Portugal. Avtalet hade redan 1493 påbjudits av påve Alexander VI genom en kungörelse (Inter Caetera) som också bidrog till Tordesillasfördraget.
Originalen förvaras idag i Archivo General de Indias i Sevilla och Arquivo Nacional da Torre do Tombo i Lissabon.